# Бростеп
Бростеп (англ. brostep) — музыкальный жанр, возникший в конце 2000-х как одно из ответвлений дабстепа.

## Описание
В сентябре 2011 года журнал Spin Magazine определил бростеп как «перекошенный и агрессивный» (англ. «lurching and aggressive») вариант дабстепа, который доказал свою финансовую успешность в США. В отличие от традиционного звучания дабстепа, подчеркивающего суб-басовое содержание композиции, бростеп акцентирован на среднечастотном звучании. По мнению Саймона Рейнольдса, с достижением дабстепом известности у большой аудитории и перемещении вечеринок из сравнительно небольших клубов на открытый воздух, на большие мероприятия, инфразвуковой контент мелодий был постепенно вытеснен деформированными басовыми риффами, работающими в том же регистре, что и электрогитара в хеви-метале. Также необходимо отметить, что акцентом данного жанра является жесткая ударная брейкбит-партия и бас, где основной выделяющейся частью звучания являются средние частоты. Одним из основных инструментов для создания характерных для бростепа басовых партий является виртуальный синтезатор Massive от компании-разработчика Native Instruments. Благодаря жесткому цифровому звучанию и большим возможностям модуляции этот инструмент великолепно подходит для синтеза так называемого «wobble bass» — среднечастотного агрессивного звука, спектр которого постоянно изменяется с помощью модуляции фильтра, создавая эффект, похожий на рычание или синтезированную речь. Другие виртуальные синтезаторы, часто используемые в данном стиле, это FM8 от тех же Native Instruments, Zebra от компании U-he, GMS, Harmor и Serum от компании Xfer.

## История создания
Фактически, Brostep был создан британским дабстеп-диджеем Rusko. Как он сам заявил впоследствии, во время его появления на шоу на BBC 1, он просто решил проиграть дабстеп в ускоренном темпе. После он к получившемуся добавил пару семплов, и так получился этот жанр. Бростеп сразу был подхвачен, и в минимальные сроки стал чрезвычайно популярным.
В конце 2010 года Rusko в прямом эфире на том же BBC 1 попросил прощения у поклонников дабстепа за то, что создал бростеп. Он сказал, что не думал, что его эксперимент зайдет так далеко, и, как результат, нанесет сильный удар по классическому dubstep.

## Представители жанра
- Rusko
- Nero
- Skrillex
- Kill The Noise
- Krewella
- Datsik
- Borgore
- Knife Party
- Modestep
- Flux Pavilion
- Noisia